# Glass Bead
"Glass Bead" (tiếng Hàn: 유리구슬; Romaja: Yuriguseul) là một bài hát của nhóm nhạc nữ Hàn Quốc GFriend trong mini album đầu tay của nhóm, Season of Glass (2015). Bài hát được phát hành vào ngày 15 tháng 1 năm 2015, thông qua Source Music.
Bài hát đạt vị trí cao nhất ở vị trí số 25 trên Gaon Digital Chart và đã bán được hơn 1,025,731 lượt tải xuống, tính đến tháng 7 năm 2016.

## Sáng tác
Bài hát được viết và sản xuất bởi Iggy và Youngbae.

## Đón nhận
Nó được Fuse mô tả là một "viên ngọc hoài cổ gợi nhớ rất nhiều đến bài hát đầu tiên của Girls' Generation, từ âm thanh đến vũ đạo tràn đầy năng lượng".

## Video âm nhạc
Một video âm nhạc cho bài hát đã được phát hành vào ngày 15 tháng 1 năm 2015.

## Tác động thương mại
Bài hát ra mắt ở vị trí số 89 trên Gaon Digital Chart, trên bảng xếp hạng từ ngày 11 đến 17 tháng 1 năm 2015, với 17,730 lượt tải xuống được bán. Trong tuần thứ hai, bài hát đạt vị trí cao nhất ở vị trí số 25.
Trong bảng xếp hạng hàng tháng, bài hát đã ra mắt ở vị trí số 78 cho tháng 1 năm 2015, với 75,229 lượt tải xuống được bán. Vào tháng hai, bài hát đã tăng lên vị trí số 43, với 81,131 lượt tải xuống được bán. Vào tháng ba, bài hát đã đạt vị trí cao nhất ở vị trí số 39 với 121,825 lượt tải xuống được bán.
TBài hát đã lọt vào bảng xếp hạng cuối năm, như bài hát bán chạy thứ 95 trong năm 2015, với 681,925 lượt tải xuống và tích lũy 29,715,429 lượt nghe trực tuyến.

## Bảng xếp hạng
| Bảng xếp hạng (2015) | Vị trí cao nhất |
| -------------------- | --------------- |
| Hàn Quốc (Gaon)      | 25              |